# 夏普 (堪薩斯州)
夏普（Sharpe）為美國堪薩斯州科菲縣的一座非建制地區。海拔高度353公尺（1,158英尺），聯邦資料處理標準代碼為20-64425，地名資訊系統編號為484819。

## 歷史
此社區的郵政局於1890年5月16日開設，期間持續營運直到1918年10月15日裁撤。